# سرزمین‌های کاتالان
لفظ سرزمین‌های کاتالان (به کاتالان: Països Catalans) (پائیزوس کاتالانس) به مناطقی اشاره دارد که زبان کاتالان در آن صحبت می‌شود.
اولین اشاره به این لفظ به اواخر قرن نوزدهم بر می‌گردد ولی تا اواخر دهه ۱۹۶۰ و اوایل ۱۹۷۰ که فرانکوییسم در اسپانیا مضمحل شد و بعد منحصراً فرهنگی آن بطرزی فزاینده سیاسی شد، هرگز از محدوده حلقه کوچکی از نویسندگان کاتالانی فراتر نرفته بود.
سرزمین کاتالان هیچ جایگاه حقوقی ندارد و هیچ تعریف عمومی در خصوص حوزه پوشش این مفهوم وجود ندارد. ممکن است فقط به سرزمینهایی اطلاق شود که گویشهای مختلف کاتالان در آن تکلم می‌شود یا به همه موجودیت سیاسی که کاتالان در آن نوعی موقعیت رسمی دارد اطلاق شود با وجودی که آن مناطق مناطقی را شامل شوند که در آن کاتالان تکلم نشود (نقشه سمت چپ این کاربرد را پوشش می‌دهد).